# Amado Abraham
Amado Alejandro Abraham (Rosario; 1 de enero de 1953) es un exfutbolista argentino que jugaba como centrocampista.

## Clubes
| Club              | País        | Año       |
| ----------------- | ----------- | --------- |
| Newell's Old Boys | Argentina   | 1972-1973 |
| Nueva Chicago     | Argentina   | 1973-1975 |
| FAS               | El Salvador | 1975-1980 |

## Palmarés

### Títulos nacionales
| Título           | Equipo | País        | Año     |
| ---------------- | ------ | ----------- | ------- |
| Primera División | FAS    | El Salvador | 1977-78 |
| Primera División | FAS    | El Salvador | 1978-79 |

### Títulos internacionales
| Título                           | Equipo | País        | Año  |
| -------------------------------- | ------ | ----------- | ---- |
| Copa de Campeones de la Concacaf | FAS    | El Salvador | 1979 |